# Piliocolobus gordonorum
Ухехеский колобус  (лат.) — вид приматов из семейства мартышковых.
Длина тела самцов составляет 46—70 см, самок — 47—62 см, длина хвоста у самцов 55—80 см, у самок 42—80 см, масса самцов 9—13 кг, масса самок 7—9 кг. Мех этих приматов окрашен в чёрный цвет на спине и на внешней стороне конечностей, брюхо белое. Примечательны ярко-красные волосы на голове. Большой палец уменьшен, тело тонкое.
Вид населяет горы Удзунгва в Танзании на высоте от 250 до 2200 метров над уровнем моря. Он обитает в лесах, в том числе низменных старовозрастных, вторичных и горных лесах.
Группа насчитывает от 7 до 83 животных. Группы меньше в лесах, которые в значительной степени деградировали в результате деятельности человека, чем группы, проживающие в крупных, нетронутых лесах. Животные ведут дневной образ жизни и обычно встречаются на деревьях. Их рацион состоит из старых или молодых листьев, плодов и стеблей.
Этот вид находится под угрозой потери мест обитания, в связи с рубками, преобразованием в сельскохозяйственные земли, сбором дров, и производством древесного угля и охоты. Он внесён в класс А Африканской конвенции и Приложение II СИТЕС. В настоящее время только около половины ареала этого вида защищена в пределах Национального парка Удзунгва-Маунтинс.